# Nilea carpocapsae
Nilea carpocapsae là một loài ruồi trong họ Tachinidae.